# Accipiter efficax
Accipiter efficax або могутній яструб- вимерлий хижий птах роду яструбів родини яструбових ряду яструбоподібних. Він був ендеміком Нової Каледонії. Описаний за викопними рештками, знайденими в печерах Піндай. Він отримав латинську назву (лат. efficax-могутній) за свой великий розмір і міцні лапи. 